# Hans Venatier
Hans Venatier (* 15. Februar 1903 in Breslau; † 19. Januar 1959 in Düsseldorf) war ein deutscher Lehrer und NS-Literat.

## Leben

### Bis 1945
Eigenen Angaben zufolge nahm Venatier als Schüler 1920 am Kapp-Lüttwitz-Putsch teil. 1921 begann er sein Studium an der Friedrich-Wilhelms-Universität in Breslau, in dessen Verlauf er sich für den Lehrerberuf entschied und die Fächer Deutsch, Geschichte, Latein, Kunstgeschichte und evangelische Religion belegte. Während seines Studiums schloss er sich den Freikorps, die sich für den Schutz Schlesiens einsetzten, und offenbar der sog. Schwarzen Reichswehr an. Nach seinem Abschluss war er ein halbes Jahr an der Gerhart-Hauptmann-Oberrealschule und dann ab April 1929 am Gymnasium zu Sankt Maria-Magdalena beschäftigt. Im Zuge des sog. Abbauerlasses vom 30. September 1931 entlassen, konnte Venatier seine volle Lehrtätigkeit erst 1933 nach der „Machtergreifung“ der Nationalsozialisten wieder ausüben – am Friedrichs-Gymnasium in Breslau.
Ab 1932 bekleidete er ein Amt innerhalb des Kampfbundes für deutsche Kultur (KfdK); im selben Jahr (1. Mai 1932) wurde er Mitglied in der NSDAP. 1934 traten er und seine Frau aus der Kirche aus. Nicht zuletzt seine Funktion innerhalb des Nationalsozialistischen Lehrerbundes (NSLB) – er war bis 1935 sog. Kreiswalter für den Bereich Breslau Stadt – sprach für Venatiers Zuverlässigkeit im Sinne der NS-Ideologie. Dass man sich von ihm eine ideologiekonforme Erziehung versprach, macht seine Ernennung zum planmäßigen Dozenten für Deutsche Geschichte und Methodik des Geschichtsunterrichts im Oktober 1935 deutlich. Für diese Stelle an der Hirschberger Hochschule war Venatier mit seiner Familie von Breslau nach Herischdorf (Kreis Hirschberg) gezogen. Hier beteiligte er sich an den Aktivitäten der SA und nahm an Reserveoffiziersübungen der Wehrmacht teil.
Als Leutnant d. Res. und Kompanieführer war Venatier im Mai 1940 am Feldzug gegen Frankreich beteiligt. Man ehrte ihn mit dem Eisernen Kreuz II. Klasse und dem Infanterie-Sturmabzeichen. Im folgenden Winter wurde er als Ausbilder im Landesschützenbataillon in Jägerndorf/Sudetenland eingesetzt, bevor er anschließend wieder seiner Lehrtätigkeit in Hirschfeld nachging. Im März 1942 nahm er als Oberleutnant am Russlandfeldzug teil. Nach Venatiers vorzeitiger Heimkehr aufgrund gesundheitlicher Probleme wurde er am 13. März 1943 durch das Propagandaministerium vom Arbeitseinsatz freigestellt. Ab September 1943 war er Schulungs- und Gauhauptstellenleiter der NSDAP in Breslau.
Als Mitglied der Nationalsozialistischen Volkswohlfahrt (NSV) war es in den letzten Kriegsmonaten seine Aufgabe, die Zivilbevölkerung aus dem von sowjetischen Truppen eingeschlossenen Breslau zu evakuieren. Seine Familie flüchtete nach Rhanwalting. Am 31. Mai 1945 wurde Venatier von amerikanischen Truppen verhaftet und interniert.

#### Journalistische, schriftstellerische Tätigkeit
Seit 1932 verfasste Venatier Artikel für die nationalsozialistische Schlesische Tageszeitung, die kulturpolitische NS-Zeitschrift Volk im Werden und später dann u. a. für Deutsche Volkserziehung, Der Schlesische Erzieher LXV, Nationalsozialistisches Bildungswesen und Vergangenheit und Gegenwart. Für die Zeitschrift der Reichsfachschaft 4 des NSLB Die Volksschule schrieb er ab 1935. Seine hier (ab 1937) abgedruckten „Zeitbriefe“ zeugen laut Denis Schimmelpfennig „wohl am deutlichsten von der völkisch-rassistischen Gesinnung Venatiers und können als klassische politische NS-Kampfschriften angesehen werden.“ 1935 wurde er unter dem Pseudonym „Avenrieth“ in die Hauptfachschaft „Wissenschaftliche und Fachschriftsteller“ des Reichsverbands Deutscher Schriftsteller (RDS) aufgenommen. Im selben Jahr kam der Gedichtband Menschen, Erde, Sterne heraus, in dem „Venatier zentrale völkische Ideologeme wie Volk, Glaube, Gott und Blut erstmals in lyrischer Form“ verarbeitete.
1940 erhielt er für seinen im Jahr zuvor erschienenen Debütroman Vogt Bartold. Der große Zug nach dem Osten, dessen Thema die deutsche Besiedelung Schlesiens ist, den Volkspreis für Dichtung / Wilhelm Raabe Preis. Carola L. Gottzmann und Petra Hörner nennen den Roman „eine Programmschrift nationalsozialistischer Ideologeme“. Mit der thematisierten Kolonisierung der Ostens eignete sich der Roman äußerst gut, „die Eroberungspolitik des Reiches literarisch zu popularisieren und zu rechtfertigen.“ 1942 erschien Vogt Bartold auf Niederländisch: Baljuw Bartold: de groote trek naar het Oosten. Übersetzer war der niederländische, nationalsozialistische Historiker und SS-Funktionär Johannes Theunisz. Das Werk wurde von dem niederländischen NS-Verlag Hamer, der vor allem Propaganda für die SS betrieb, publiziert. Insgesamt erreichte der Roman bis 1944 siebzehn Auflagen. In Anlehnung an den Buchtitel wird der Aufbau einer Verteidigungslinie im Großraum Breslau August 1944 mit dem Decknamen Unternehmen Barthold bezeichnet.
1941 publizierte Venatier seinen zweiten Gedichtband mit dem Titel Symfonie um Gott. Sinngedichte, der wie der erste aber keinen großen Erfolg hatte. Die lyrischen Texte sollen, so Denis Schimmelpfennig, „den Volksgenossen den Krieg und das Leben allgemein als Teil einer bestimmten göttlichen Ordnung begreiflich machen.“
Er nahm an den „Tagen deutscher Dichter“ in Weimar teil, die 1941 und 1942 stattfanden.

### Nach 1945
1945 wurden seine Schriften von der Militärregierung eingezogen. Während seiner dreijährigen Internierungszeit widmete er sich weiterhin dem Schreiben. Im Zuge des gegen Venatier eingeleiteten Spruchkammerverfahrens forderte der öffentliche Kläger im Dezember 1947, den Dichter der Gruppe I (Hauptschuldige) zuzuordnen. Venatiers Anwalt Theophil Woschek erreichte die Haftentlassung seines Mandanten am 26. April 1948, indem er der Spruchkammer u. a. mitteilte, dass der Angeklagte sich „korrekt verhalten und die nationalsozialistischen Methoden der Gewaltherrschaft insbesondere auch auf dem Kulturgebiet keineswegs mitgemacht“ habe. Das an die Heimatspruchkammer des Kreises Cham weitergeleitete Verfahren endete mit der Sitzung am 8. Juni 1948, in der Venatier letztendlich in die Gruppe IV (Mitläufer) eingestuft und mit einer Geldstrafe von 50 RM belegt wurde. In der Urteilsbegründung heißt es, Venatier sei 1932 der „nationalsozialistischen Propaganda zum Opfer gefallen.“ Auch die zahlreichen der Spruchkammer vorgelegten sog. Persilscheine haben zu dieser Entscheidung beigetragen.
1950 wurde er Gymnasiallehrer in Betzdorf/Sieg, ein Jahr später Studienrat am Staatlichen Gymnasium in Betzdorf für die Fächer Deutsch, Geschichte, Politische Gemeinschaftskunde, Evangelische Religion und Latein. 1951 ist das Jahr, in dem viele NS-Belastete aufgrund des Entnazifizierungsschlussgesetzes als Beamte wieder eingestellt wurden.
Venatier war weiterhin schriftstellerisch aktiv und erzielte vor allem in rechtsextremen Kreisen Erfolge. In Der Major und die Stiere (1953) behandelt er im derben Volkston, wie sich bayerische Dörfler mit den amerikanischen Besatzungssoldaten „zusammenraufen“, ein ehemaliger NS-Funktionär dabei aber immer gewitzter ist. Die „Deutsche Soldaten-Zeitung“ zur darauf beruhenden Verfilmung: „Film nach unserem Herzen“.

In Der Boß und seine Narren (1956), einer Satire auf die bundesrepublikanische Regierung und Bürokratie, verbreitet er altbekannte Stereotype: 
„… wie solle man Negersoldaten für die Besatzungsmacht engagieren, wenn bei ihnen bekannt würde, daß die deutschen Frauen, nach denen ihnen die Zunge zum Halse heraushänge und wegen derer sie einzig und allein die Überfahrt wagten, nachdem ihnen die weißen Frauen der Ozeanier verboten seien, wie solle man die Negersoldaten über den Ozean kriegen, wenn die deutschen Frauen ihren Männern treu blieben.“
Der Major und die Stiere erschien sowohl im Klosterhaus Verlag Lippoldsberg, dessen Besitzer Hans Grimm war, als auch bei Universitas oder der Buchgemeinschaft Donauland. Im Klosterhaus Verlag Lippoldsberg wurde auch Vogt Bartold neu aufgelegt. 1955 nahm Venatier an den Pürgger Dichterwochen 1955 teil, bei denen er andere NS-Autoren wie etwa Hans Grimm wieder traf.
Seiner Selbsttötung 1959 ging ein kleiner politischer Skandal voraus. Venatier wurde ins Kultusministerium (unter der damaligen CDU-Regierung) einbestellt, da er einen Beitrag „Ist das Neofaschismus?“ (1958), in der er „Führertum“ und Demokratie für vereinbar erklärt hatte, für die rechtsextreme Zeitschrift Nation Europa geschrieben hatte. Die Reaktion seines Dienstherren entsprach nicht seinen Vorstellungen, Venatier tötete sich selbst. Für die extreme Rechte ist dies bis heute ein „Märtyrertod“. Eine erste Serie von Leserbriefen im Spiegel anlässlich dessen Kurzmeldung zum Tod Venatiers besteht ausschließlich aus Leserbriefen, die die These vom Märtyrertod stützen, in späteren Leserbriefen wird dieses bestritten und sein schlechter Gesundheitszustand verantwortlich gemacht.
Der „Märtyrertod“ von Venatier wurde im Jahr 2000 noch von der Redaktion von Nation Europa vertreten oder findet sich auch heute noch auf rechtsextremen Webseiten. Neben Nation Europa war er für Zeitschriften des Vertriebenenspektrums wie etwa Der Schlesier aktiv.
Der Nachlass wurde von seiner Frau Annelise Venatier betreut und befindet sich heute im Deutschen Literaturarchiv Marbach. Annelise Venatier wurde 1983 der schlesische Kulturpreis der Jugend vom Studentenbund Schlesien, einer vom NPD-Multifunktionär Hans-Michael Fiedler dominierten Gruppierung, verliehen.

## Schriften
- Lesebogen für die höhere Schule im Dritten Reich (Hrsg.) o. J.
- Menschen – Erde – Sterne, Dichtungen, Breslau, Wilhelm Gottlieb Korn-Verlag, 1935
- Der verhängnisvolle Zwiespalt im Wesen des Deutschritterordens. Eine rassenseelenkundliche Betrachtung. In: Vergangenheit und Gegenwart 26, 1936, S. 580–592; Zeitschrift, herausgegeben von der Reichsfachschaft VI (Geschichte) im NS-Lehrerbund[28]
- Japanische Suite, Lyrik
- Polykrates, Theaterstück
- Saul, Theaterstück
- Narren Gottes. Historischer Roman über die schlesischen Glaubenskämpfe
- Vogt Bartold. Der große Zug nach dem Osten, Roman, 1939 (1942 auch holländisch)
- Symphonie um Gott –  Sinngedichte, Schwarzhäupter Leipzig, 1942
- Der Major und die Stiere, Roman, F. M. Bourg Verlag, Düsseldorf, 1953
- Der Boß und seine Narren. Kein Roman. Düsseldorf. Dr. L. Muth Verlag 1956

## Filmografie
- Der Major und die Stiere (1955) von Eduard von Borsody, mit Attila Hörbiger, Hans von Borsody, Chris Howland